# Siouxsie and the Banshees
Siouxsie and the Banshees engleski je post-punk sastav osnovan nakon eksplozije punka u Engleskoj. Početkom 1978. glazbena javnost iskazala je priličan interes za novi zvuk koji je sastav izbacio na tržište pa se Siouxsie and the Banshees sve češće pojavljuje u medijima. S producentom Steve Lillywhite sastav je započeo snimanje novog materijala pa je u srpnju 1978. izišao prvi album The Scream koji je izazvao oduševljenje kritičara i publike.

## Diskografija

### Albumi
- 1978. - The Scream
- 1979. - Join Hands
- 1980. - Kaleidoscope
- 1981. - Juju
- 1981. - Once Upon a Time: The Singles (1978. – 1981.) (kompilacija singlova)
- 1982. - A Kiss in the Dreamhouse
- 1983. -  Feast (album The Creatures - Siouxsie + Budgie)
- 1983. - Nocturne (live album)
- 1984. - Hyaena
- 1986. - Tinderbox
- 1987. - Through the Looking Glass (album s preradama)
- 1988. - Peepshow
- 1989. -  Boomerang (album The Creatures - Siouxsie + Budgie)
- 1991. - Superstition
- 1992. - Twice Upon a Time: The Singles (1982. – 1992.) (kompilacija singlova)
- 1995. - The Rapture
- 1997. - A Bestiary of (album The Creatures - Siouxsie + Budgie)
- 1999. - Anima Animus (album The Creatures - Siouxsie + Budgie)
- 2002. - The Best Of     (kompilacija hitova)
- 2003. - The Seven Year Itch (album live)
- 2003. - Hai! (album The Creatures - Siouxsie + Budgie)
- 2004. - Downside Up
- 2007. - Mantaray (solo album Siouxsie Sioux)
- 2009. - At The BBC (1 dvd + 3 cd box set)

### DVD
- 2003. : The Seven Year Itch (live London 2002)
- 2003. : The Best of (1 dvd + 2 cd)
- 2006. : Nocturne (live London 1983 Robert Smith)

## Vanjske poveznice
- neslužbene stranice
- The Banshees and Other Creatures